# 席茲

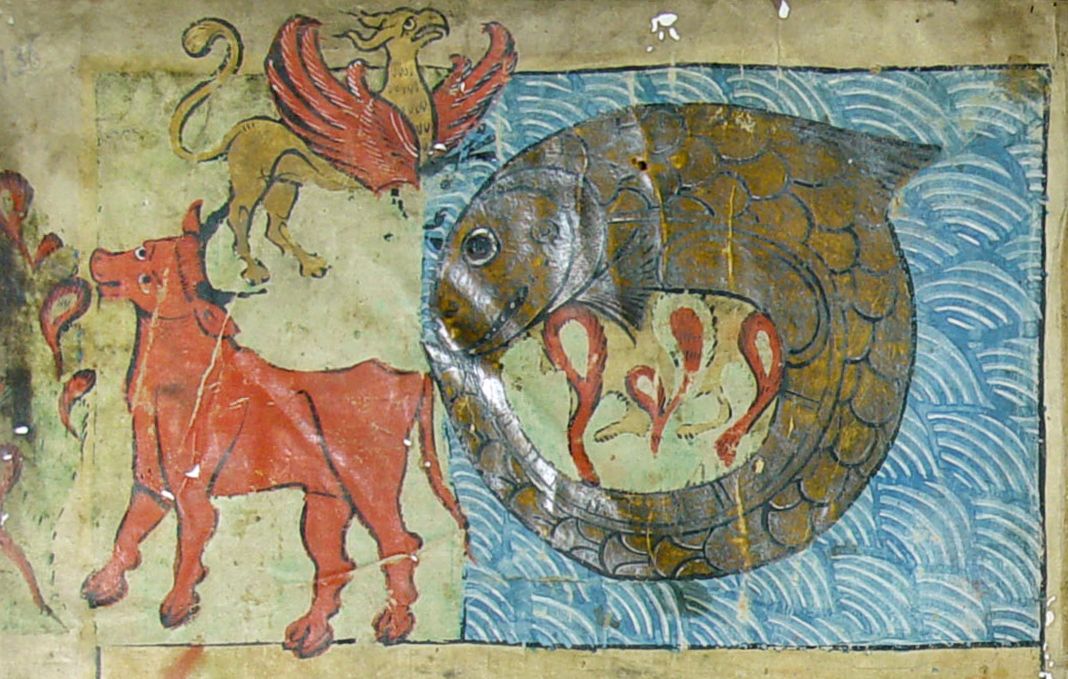
貝赫莫特、席茲和利維坦

席茲（希伯來語：‎）是猶太教傳說中的巨鳥。
在約伯記記載，席茲與貝赫莫特和利維坦齐名，分別代表天空、陸地、海洋的三隻巨獸。